# Église Saint-Chad de Wishaw
L'église Saint-Chad de Wishaw est une église paroissiale anglicane située à Wishaw, dans le Warwickshire, en Angleterre. Elle est rattachée au doyenné de Sutton Coldfield et au diocèse de Birmingham. Elle est classée monument de Grade II*.

## Historique
L'église date du XIIIe siècle. Elle est largement agrandie vers 1700, puis en grande partie restaurée en 1886–87. Elle est dédiée à saint Chad, évêque du VIIe siècle.
La chaire à prêcher est récupérée de l'église Saint-Marc de Ladywood lorsque celle-ci est démolie en 1947.

## Cloches
L'église compte 3 cloches.

## Hommages
- Andrew Hacket, mort en 1709
- John Lisle Hacket, mort en 1673
- Mary Lisle, morte en 1676
- Thomas Lander, mort en 1809
- Howard Procter Ryland, mort en 1905
- John Hacker, mort en 1718
- Lady Hacker, morte en 1716